# Heinrich Liebe
Heinrich Liebe (Gotha, 29 januari 1908 - Eisenach 27 juli 1997) was een Duits onderzeebootkapitein bij de Kriegsmarine in de Tweede Wereldoorlog. Als commandant van de U-38 vernietigde hij 34 geallieerde schepen met een totaal van 187.267 BRT. Dit bracht hem op de vierde plaats van de U-boot aces.

## Zijn loopbaan
Heinrich Liebe trad in 1927 als cadet toe tot de Reichsmarine. Op 1 juni 1931 werd hij bevorderd tot Oberfähnrich-zur-See. Na zijn opleiding werd hij in 1938 Radio Officier op de "SMS Schleswig-Holstein", een pantserkruiser uit de Deutschland-klasse, waarna hij op 1 oktober 1936 commandant werd van de U-2 (Type II A) als instructeur en later (1938) van de U-38 ( Type IX A). Van 1938 tot 1941 nam Liebe deel aan de strijd in de Atlantische Oceaan en ondernam in totaal 9 expedities, waarna hij een adviesfunctie (referent) kreeg in het maritieme commando van het marinehoofdkwartier.

## Tweede Wereldoorlog
Met de U-38 begon Heinrich Liebe zijn eerste oorlogspatrouille op 19 augustus 1939 vanaf Wilhelmshaven. De resultaten bleven niet uit en nabij Lissabon, Portugal, wist Liebe twee Britse vrachtschepen tot zinken te brengen, alvorens terug te keren naar de Duitse haven op 18 september. Op 2 november zette Liebe op zijn tweede patrouille, koers naar de Noorse wateren.
Liebe's vierde patrouille, op 8 april 1940, gebeurde ook in de Noorse wateren, ter ondersteuning van Operatie Weserübung, de invasie van Noorwegen. Ook tijdens deze patrouille deelde Liebe mede de negatieve  ervaring van niet-werkende torpedo's, zoals bij vele andere U-bootkapiteins die actief bezig waren in het Noorse gebied. In de loop van 1940 belaagde Liebe de zware kruiser HMS Effingham maar alle torpedo's ontploften niet tegen de romp, tot zijn frustraties toe.
De U-38 begon haar vijfde patrouille op 6 juni 1940, dat belast werd met het patrouilleren in de westelijke toegangen uit het zuiden van Ierland. Liebe wist zes schepen tot zinken te brengen tijdens deze patrouille en slaagde er ook in, een Duitse geheim agent, op 12 juni, op de Ierse kust af te zetten.
Tijdens zijn zesde patrouille liet Liebe drie schepen zinken en werd dan overgeplaatst naar de nieuwe 6e Unterseebootsflottille-basis in Lorient, Frankrijk. Gedurende deze patrouille, op 14 augustus, werd Liebe met het Ridderkruis van het IJzeren Kruis onderscheiden.
Op 9 april zette Liebe koers naar scheepsactiviteiten nabij Freetown, Afrika. Dit was Liebe negende en laatste patrouille met de U-38, waarmee hij 8 schepen tot zinken had gebracht met een totale bruto register ton (BRT) van 47.279 ton. Voor deze successen ontving Liebe het Eikenloof (Eichenlaub) bij zijn Ridderkruis van het IJzeren Kruis op 10 juni 1941. Op 29 juni ging hij met de U-38 terug naar Lorient. Op 22 juli bracht Liebe zijn commando van de U-38 over aan de nieuwe bevelhebber, Heinrich Schuch.
Na zijn vertrek van de U-38, werd Liebe ingedeeld bij de Staf van het Oberkommando der Marine. In augustus 1944 werd hij overgeplaatst naar het Stafpersoneel van de Opperbevelhebber van Onderzeeboten (Befehlshaber der Unterseeboote of BDU), Hans-Georg von Friedeburg, welke Liebe  tegelijkertijd bevorderd werd tot Fregattenkapitän op 1 oktober 1944. 

## Na de oorlog
Na de oorlog keerde Liebe terug naar zijn geboortedorp in de Sovjet-sector om er te leven met zijn ouders. Hij weigerde om de Sovjet onderzeebootmarinemensen op te leiden. Hij voelde aan, dat het de schuld was van zijn onterend voormalig beroep, om daar nog gebruik van te maken. 
Heinrich Liebe overleed op 27 juli 1997 en werd begraven in Eisenach in de deelstaat Thüringen, Duitsland. Hij was 89 jaar toen hij stierf.

## Successen
- 34 schepen tot zinken gebracht met een totaal van 187.267 BRT
- Een schip beschadigd met een totaal van 3.670 BRT
- Gehuldigd met het Ritterkreuz (Ridderkruis) 1e Klasse met Eichenlaub (Eikenloof) en het U-Bootinsigne.

## Militaire loopbaan
- Offiziersanwärter: 5 april 1927[1]
- Seekadett: 1 oktober 1927[2][1]
- Fähnrich zur See: 1 april 1929[2][1]
- Oberfähnrich zur See: 1 juni 1931[2][1]
- Leutnant zur See: 1 oktober 1931[2][1]
- Oberleutnant Zur See: 1 oktober 1933[2][1]
- Kapitänleutnant: 1 oktober 1936[2][1]
- Korvettenkapitän: 1 december 1941[2][1]
- Fregattenkapitän: 1 oktober 1944[2][1]

## Decoraties
- Ridderkruis van het IJzeren Kruis (nr.26) op 14 augustus 1940 als Kapitänleutnant en Commandant van de U-38[3][1][2][4]
- Ridderkruis van het IJzeren Kruis met Eikenloof (nr.13) op 10 juni 1941 als Kapitänleutnant en Commandant van de U-38[3][1][2][4]
- IJzeren Kruis 1939, 1e Klasse (6 april 1940)[5][1][2][4]en 2e Klasse (8 oktober 1939)[5][1][2][4]
- Onderzeebootoorlogsinsigne 1939 op 16 december 1939[5][2][4]
- Dienstonderscheiding van Leger en Marine voor (4 dienstjaren) op 2 oktober 1936[5][1][4]
- Duits Olympisch Ereteken op 20 april 1937[5][4]
- Kruis voor Oorlogsverdienste (Italië) met Zwaarden op 2 december 1941[5][1][4]
- Kruis voor Oorlogsverdienste, 2e Klasse met Zwaarden op 3 september 1944[5][1][4]
- Onderzeebootoorlogsinsigne 1939 met Briljanten in 1941[4]
- Hij werd drie maal genoemd in het Wehrmachtsbericht. Dat gebeurde op:
  - 5 juli 1940[1][4][6]
  - 31 mei 1941[1][4][7]
  - 9 juni 1941[1][4][8]

## U-bootcommando
- U-2: 1 Okt. 1936  -  31 Jan. 1938:  Geen oorlogspatrouilles
- U-38: 24 Okt. 1938  -  22 Juli 1941:   9 patrouilles (333 dagen)